# De Jordaches
De Jordaches is een Amerikaanse televisieserie, die in 1976 op de Amerikaanse televisie werd uitgezonden onder de titel Rich Man, Poor Man. In Nederland werd de serie in oktober en november van 1976 door de TROS uitgezonden.

## Verhaal
De serie is gebaseerd op het boek Rich Man, Poor Man van de Amerikaanse auteur Irwin Shaw en beschrijft de geschiedenis van de immigrantenfamilie Jordache vanaf 1945 tot eind jaren zestig. Centraal staan Rudy en Tom Jordache. Rudy is de rijke man, Tom de arme man. Rudy is geslaagd in het leven. Hij is een succesvol zakenman en politicus en de trots van zijn familie. Zijn broer Tom is de rebel die uiteindelijk als bokser aan het werk gaat. Beide broers zijn verliefd op dezelfde vrouw, de mooie Julie Prescott. Julie is hopeloos verliefd op Rudy maar trouwt aanvankelijk met een ander. Hoewel beide broers hun weg vinden in het leven zijn geen van beide gelukkig. Rudy komt op het eind tot de conclusie dat hij veel te veel compromissen heeft moeten sluiten. Tom gaat door een diep dal en ontmoet uiteindelijk weer zijn grote tegenstander, Falconetti, die verantwoordelijk wordt voor zijn dood. Hoewel de serie oppervlakkiger is dan het boek en veel minder uitgebreid, weet schrijver Riesner toch de hoofdlijnen van Shaws roman goed te volgen. Wel komen een aantal personages veel minder uit de verf of zijn uit het script geschrapt, zoals Gretchen Jordache, het zusje van Rudy en Tom.

## Productie
De serie werd geproduceerd door Universal Television en uitgezonden door ABC in 12 episodes van 50 minuten. De twaalf afleveringen werden elke week op maandag om 10.00 uur uitgezonden. Het was de eerste keer dat een dergelijke programmering werd gebruikt en het bleek zeer succesvol. Niet lang daarna zou de serie Roots dezelfde programmering krijgen. De serie kreeg nog een vervolg in De Jordaches 2 (Rich Man, Poor Man Book II).

## Rolverdeling
- Peter Strauss – Rudy Jordache
- Nick Nolte – Tom Jordache
- Susan Blakely – Julie Prescott
- Ed Asner – Axel Jordache
- Dorothy McGuire – Mary Jordache
- Bill Bixby – Willie Abbott
- William Smith – Anthony Falconetti